# Lagmansereds kyrka
Lagmansereds kyrka är en kyrkobyggnad i den sydöstra delen av Trollhättans kommun. Den tillhör Bjärke församling i Skara stift och var fram till 2006 församlingskyrka i Lagmansereds församling.

## Kyrkobyggnaden
Den gamla kyrkan ödelades av brand 1929. Nuvarande kyrka uppfördes 1935 på donerad mark efter ritningar av arkitekt Axel Forssén och samma år färdigställdes den omgivande kyrkogården. Exteriören är en blandning av funktionalism och traditionalism och saknar dekorationer. Det kubiska tornet har en originell spira. 
Byggnaden är murad med vitputsade väggar och skiffertäckt sadeltak. Planen består av ett långhus med rakt, ej avsatt kor i öster av samma bredd som övriga kyrkan. Norr om koret finns en vidbyggd sakristia. Vid kyrkans västra sida finns ett torn med ingång. 
Interiören med fasta bänkkvarter, mittgång och altare mot östväggen är oförändrad sedan byggnadstiden, liksom färgsättningen.

## Inventarier

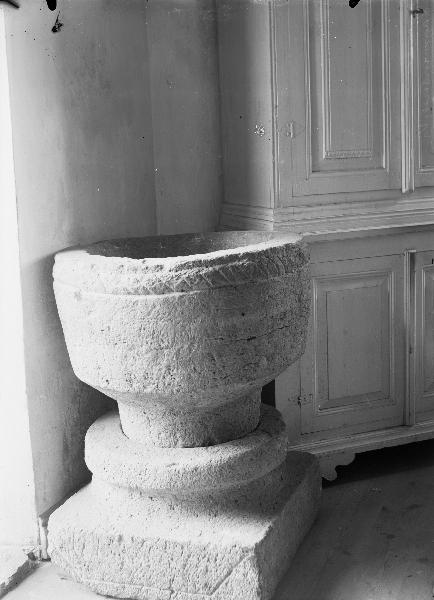
Dopfunten.

- Dopfunten är medeltida och härstammar från den gamla kyrkan.
- Altartavlan är målad av Gunnar Erik Ström.
- En korbänk är avsedd för ägarna av Kobergs slott.

### Orgel
- Orgeln är placerad på en tornläktare. Den har ett pneumatiskt verk med sju stämmor fördelade på manual och pedal och byggdes 1935 av Olof Hammarberg. Fasaden är ritad av Axel Forssén.[1]